# Famille Carafa
Pour les articles homonymes, voir Carafa et Caraffa.
La famille Carafa, ou Caraffa, est une famille noble italienne, originaire de Naples. Divisée en plusieurs branches au cours du temps, dont les principales sont les Carafa della Stadera et les Carafa della Spina.

## Histoire

### Origines
Les Carafa apparaissent à Naples au XIIe siècle et sont une branche de la famille Caracciolo, remontant au Xe siècle et elle-même l'une des plus puissantes familles de ce qui est alors le royaume de Sicile. Le premier membre connu de la famille est un certain Gregorio Caracciolo (déjà cité en 1186), appartenant à la branche des Caracciolo-Rossi, dont le fils Tommaso se faisait appeler « de Caraffa » comme en témoigne un document daté de 1269.
Le patronyme « Carafa » est probablement lié à une taxe sur le vin que cette branche de la famille Caracciolo était chargée de percevoir au XIIIe siècle à Naples et qui était connue comme campione della Caraffa (« échantillon de la carafe »).

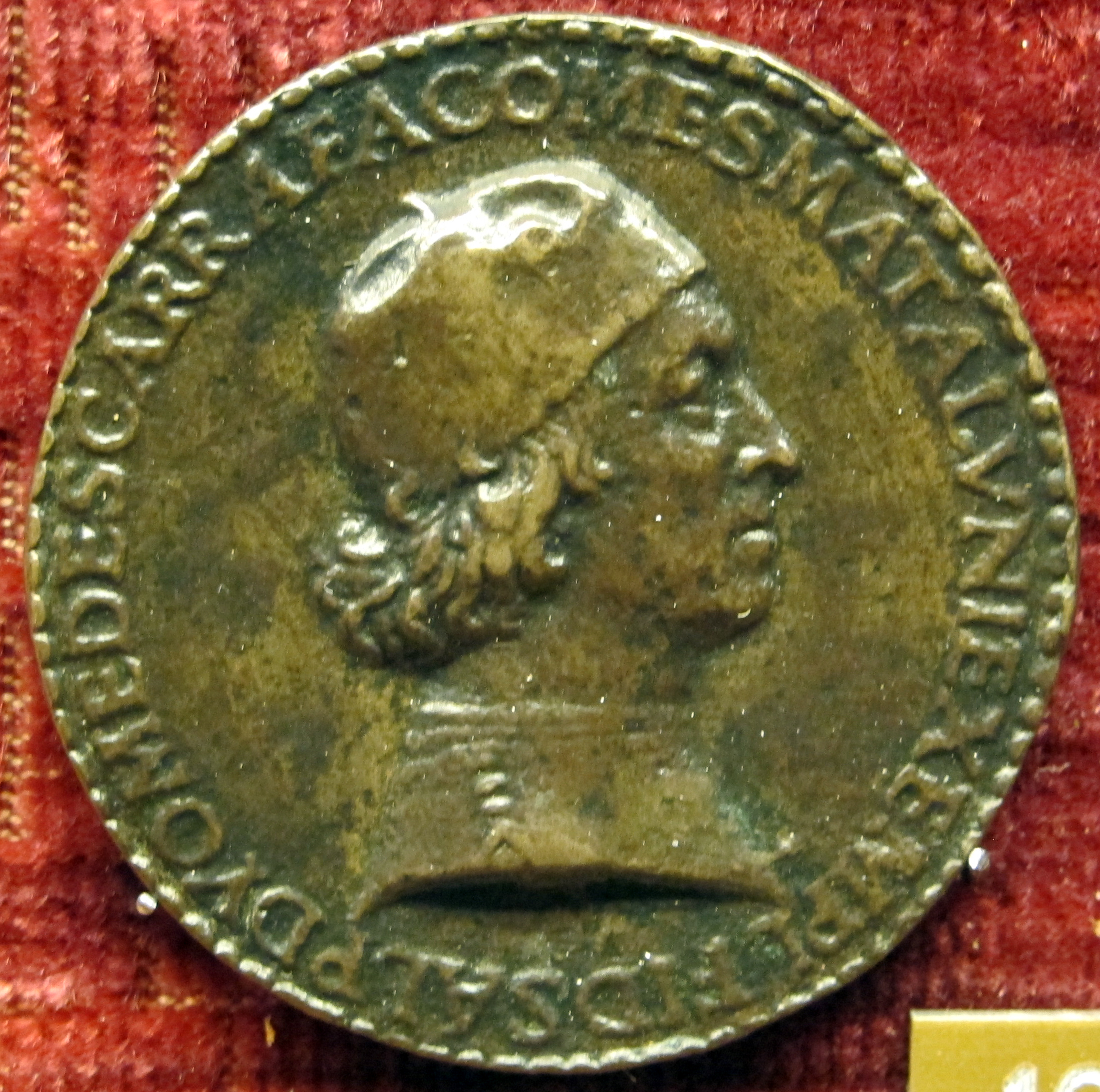
Médaille représentant Diomede Ier Carafa, comte de Maddaloni

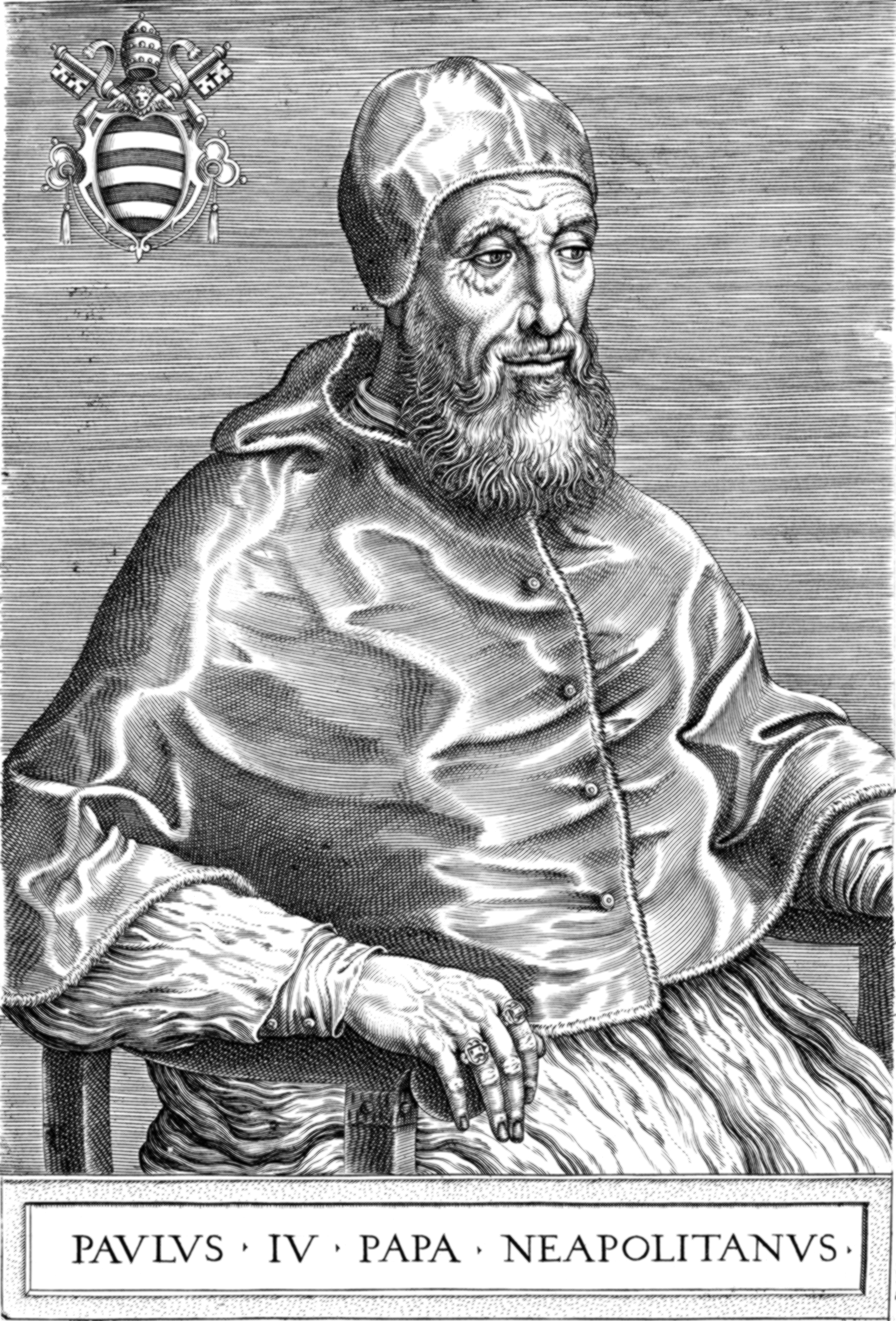
Le pape Paul IV Carafa

Du côté des Carafa della Stadera, un fait marque la fin du XVIe siècle lorsque Carlo Gesualdo, prince de Venosa, surprend le jeune Fabrizio II, duc d'Andria en flagrant délit d'adultère avec sa femme, la belle Maria d'Avalos, et les assassine tous deux dans la nuit du 16 au 17 octobre 1590. Cette « affaire Gesualdo » est considérée comme le crime du siècle, qui établit définitivement la réputation du futur compositeur de madrigaux par « l'extraordinaire publicité » qui entoura son geste.

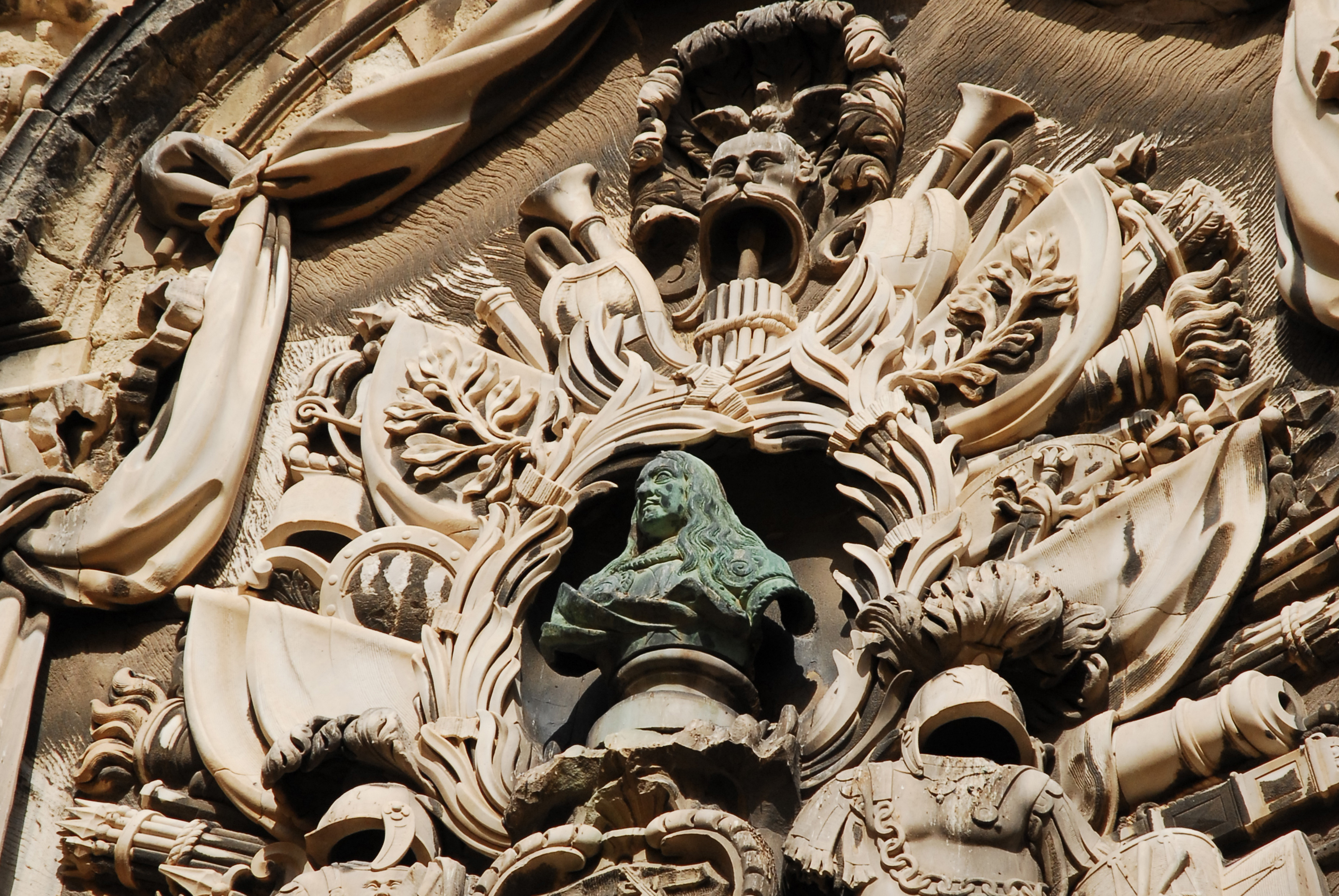
Monument en l'honneur de Gregorio Carafa, grand-maître de l'ordre de Saint-Jean de Jérusalem, sur la façade de l'auberge d'Italie à La Valette.

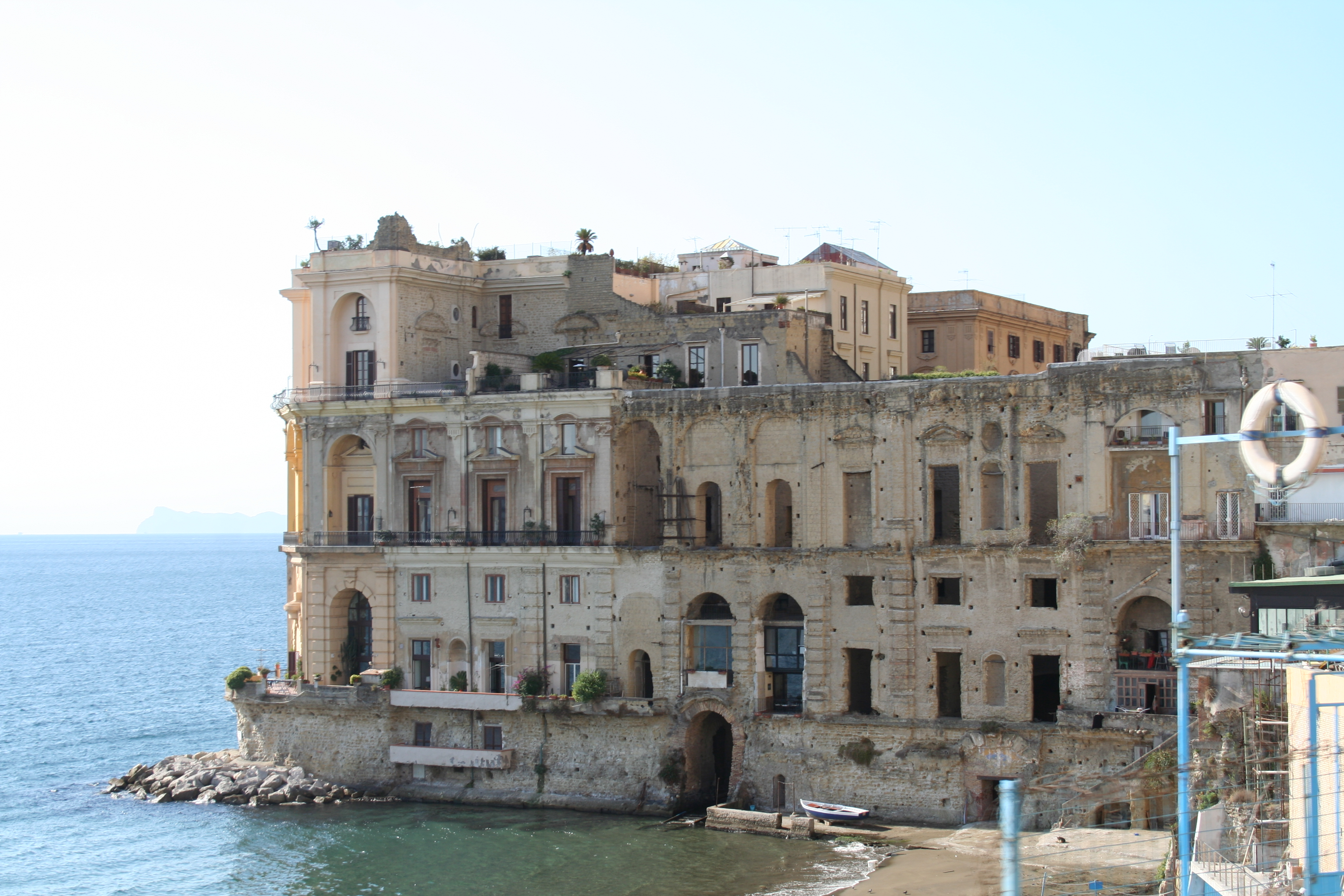
Le palais Donn'Anna au Pausilippe, bâti par Cosimo Fanzago pour Anna Carafa.

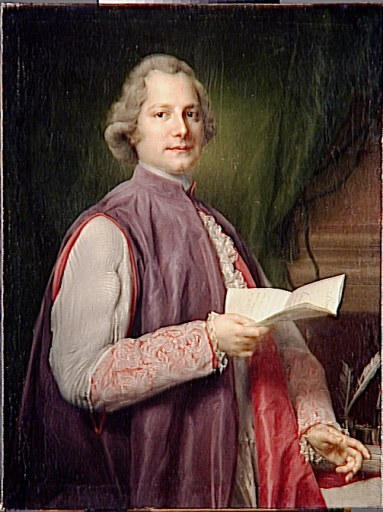
Le cardinal Francesco Carafa della Spina di Traetto, portrait par Anton von Maron, Paris, musée du Louvre.

Marzio IV Carafa, duc de Maddaloni, musicien amateur, fut l'un des protecteurs du célèbre compositeur Giovanni Battista Pergolesi. Il le nomma son maître de chapelle, l'introduisit à Rome et lui commanda notamment sa Messe en fa majeur, exécutée en grande pompe dans la Cité éternelle en 1734.

## Armes

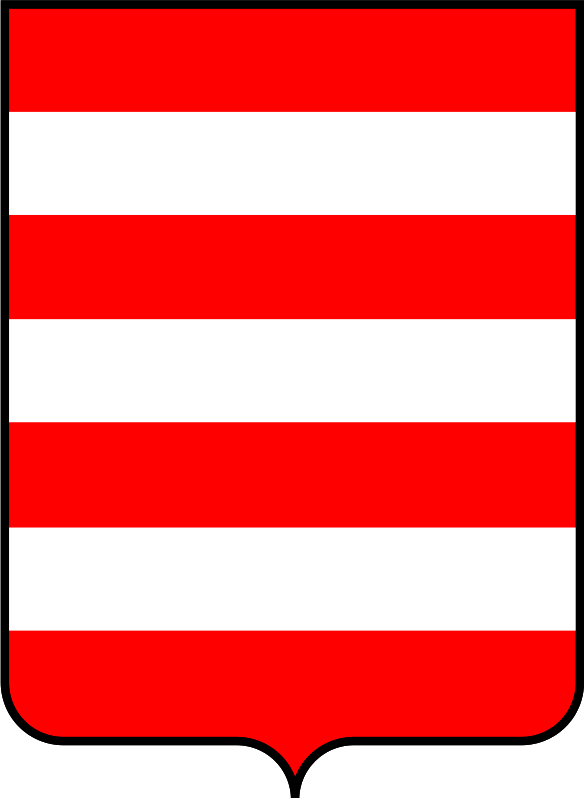
Armes des Carafa.

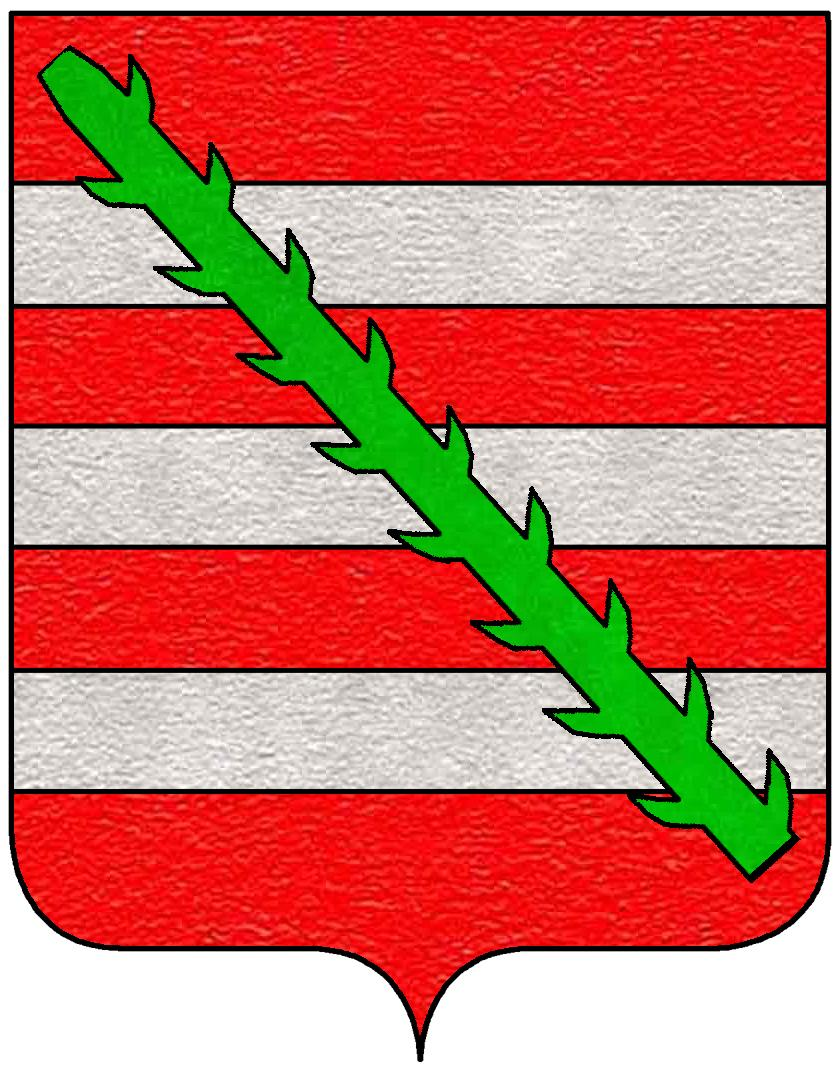
Armoiries des Carafa della Spina

Les armes des Carafa se blasonnent ainsi : de gueules aux trois fasces d'argent. Les Carafa della Spina arborent en plus une épine (Spina en italien) en bande sur le blason familial.

## Personnalités

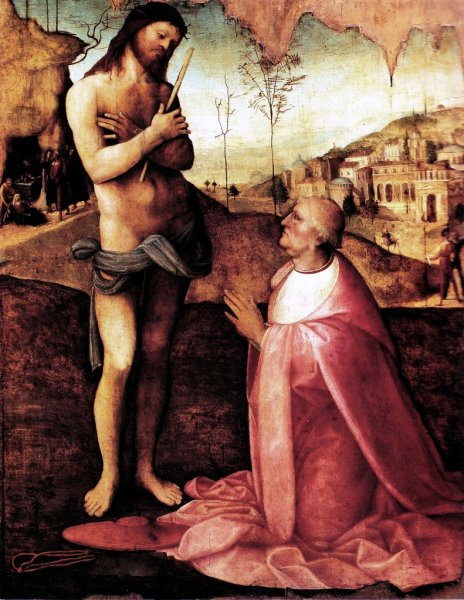
Oliviero Carafa devant le Christ souffrant par Cesare da Sesto, vers 1510.

On trouve parmi ses membres les plus illustres :
- Filippo Carafa della Serra (né à Naples, vers  1340, mort à Bologne, le 22 mai 1389), cardinal et évêque.
- Bartolomeo Carafa della Spina (mort en 1405), anti grand maître de l'ordre de Saint-Jean de Jérusalem.
- Diomede Ier Carafa (né à Naples en 1406 et mort à Naples en 1487), comte de Maddaloni, homme politique, militaire et humaniste.
- Oliviero Carafa (né à Torre del Greco, le 10 mars 1430, et mort à Rome, le 20 janvier 1511), cardinal, archevêque de Naples, doyen du collège des cardinaux, protecteur de l'ordre dominicain, grand mécène de la Renaissance, oncle et mentor du pape Paul IV.
- Giovanni Pietro Carafa (né près de Bénévent le 28 juin 1476, mort le 18 août 1559), pape sous le nom de Paul IV à partir du 23 mai 1555. Président du tribunal de l'Inquisition romaine, légat en Angleterre, nonce en Espagne, cofondateur de l'ordre des Théatins.
- Andrea Carafa (né à une date inconnue et mort en 1526), condottiere et lieutenant-général du  royaume de Naples.
- Vincenzo Carafa (né vers 1477, mort le 28 août 1541), cardinal, archevêque de Naples et gouverneur de Rome.
- Diomede Carafa (né à Ariano le 7 janvier 1492 et mort à Rome le 12 août 1560), cardinal.
- Carlo Carafa (né le 29 mars 1517 et mort le 6 mars 1561), cardinal puis duc de Paliano. Exécuté par strangulation sous Pie IV.
- Giovanni Carafa, duc de Paliano, frère de Carlo Carafa, neveu de Paul IV, exécuté sous Pie IV.
- Antonio Carafa (né en 1538, mort le 13 janvier 1591), cardinal et neveu de Paul IV.
- Alfonso Carafa (né en 1540, mort en 1565), fils d'Antonio Carafa, marquis de Montebello, cardinal et archevêque de Naples.
- Decio Carafa (né à Naples en 1556 et mort le 23 janvier 1626 à Naples), nonce apostolique en Flandre (en) puis  en Espagne, archevêque de Naples et cardinal.
- Fabrizio Carafa, duc d'Andria, assassiné le 17 octobre 1590 par le prince Carlo Gesualdo de Venosa, en situation d'adultère avec l'épouse de celui-ci, Maria d'Avalos.
- Girolamo Carafa, marquis de Monténégro (1564 - 1633), général dans les armées espagnoles puis dans celles impériales, vice-roi d'Aragon.
- Pier Luigi Carafa (1581-1655), nonce apostolique et cardinal.
- Vincenzo Carafa (né le 5 mai 1585 à Andria, mort le 6 juin 1649 à Rome), général de la Compagnie de Jésus.
- Francesco Maria Carafa (mort en prison, en 1642), 5e duc de Nocera, chevalier de l'ordre de la Toison d'or, vice-roi d'Aragon et de Navarre, commandant de troupes pour le roi d'Espagne Philippe IV.
- Carlo Carafa della Spina (1611-1680), nonce apostolique et cardinal.
- Gregorio Carafa (né en 1615, mort le 21 juillet 1690), grand maître de l'ordre de Saint-Jean de Jérusalem de 1680 à 1690.
- Fortunato Ilario Carafa della Spina (né en 1630 ou 1632 à Naples, mort le 16 janvier 1697 à Porticos), cardinal.
- Antonio Carafa (né en 1646, mort en 1693), maréchal impérial et chevalier de l'ordre de la Toison d'or.
- Pierluigi Carafa (né le 4 juillet 1677 à Naples, mort le 15 décembre 1755 à Rome), cardinal, doyen du Collège des cardinaux.
- Francesco Carafa della Spina di Traetto (né le 29 avril 1722 à Naples et mort le 20 septembre 1818 à Rome), cardinal.
- Marino Carafa di Belvedere (né le 29 janvier 1764 à Naples et mort le 5 avril 1830), cardinal.
- Ettore Carafa (né le 28 décembre 1768 à Andria et mort 4 septembre 1799 à Naples), 13e duc d'Andria, patriote et militaire au service de la République parthénopéenne, guillotiné par les Bourbons en 1799.
- Michele Enrico Carafa, prince de Colobrano, (né le 28 novembre 1787 à Naples, mort le 26 juillet 1872 à Paris), compositeur italien du XIXe siècle.
- Domenico Carafa della Spina di Traetto (né le 12 juillet 1805 à Naples et mort le 17 juin 1879 à Naples), cardinal.

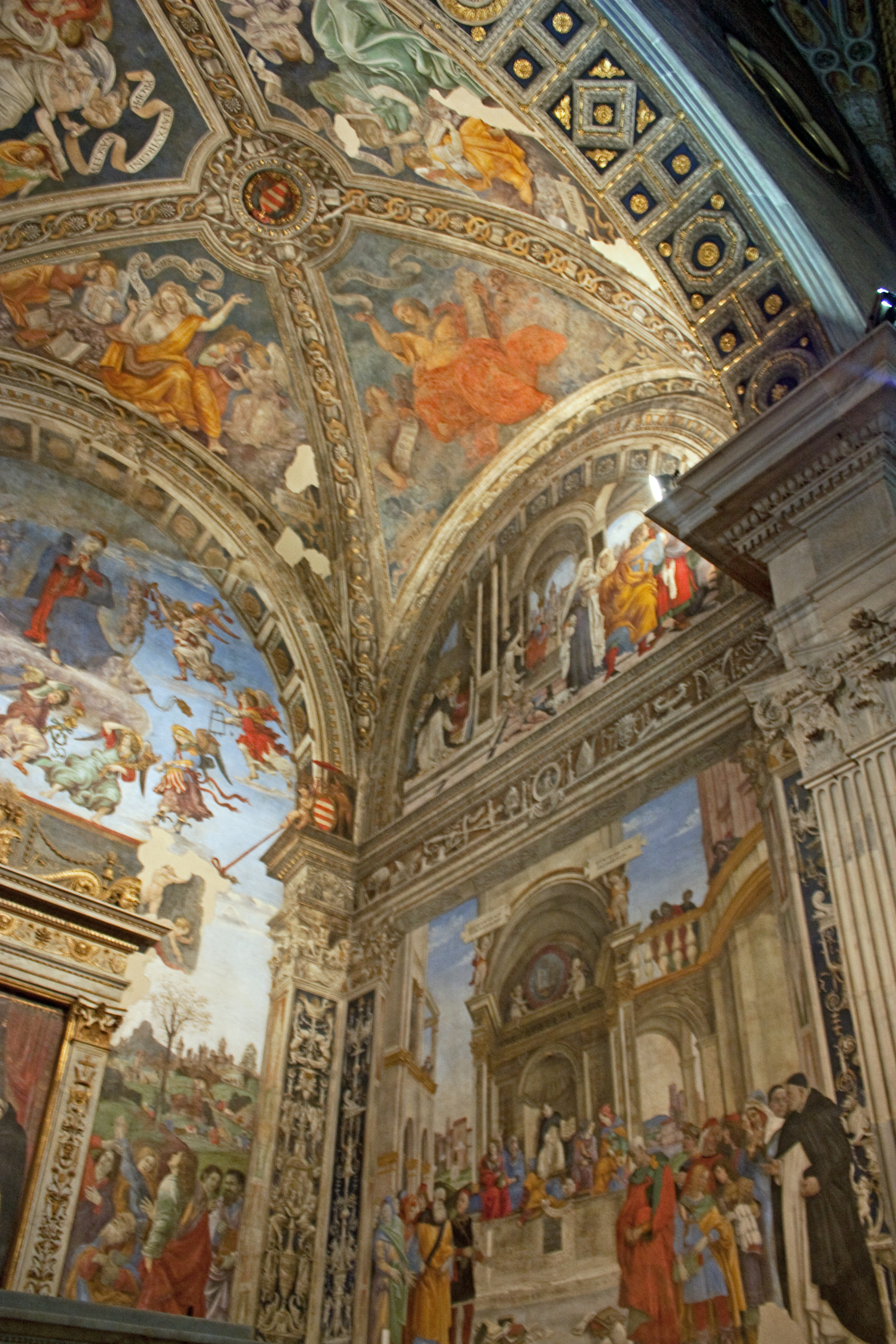
Chapelle Carafa par Filippino Lippi (1488-1493), église de Santa Maria sopra Minerva, Rome.